# Прва армија ЈА
Прва армија је била армија Народноослободилачке војске (НОВЈ) и Југословенске армије (ЈА). Формирана је 1. јануара 1945. наредбом Врховног команданта НОВ и ПОЈ маршала Јосипа Броза Тита од Првог пролетерског корпуса, а у свом саставу је имала: Прву пролетерску, Шесту личку пролетерску, Пету и Једанаесту крајишку и Двадесетпрву српску дивизију, као и Прву коњичку бригаду. Инжињеријска бригада формирана је 23. марта, а 3. априла у састав Прве армије ушао је 15. македонски корпус, са Четрдесетдругом и Четрдесетосмом македонском дивизијом; Друга пролетерска и Седамнаеста источнобосанска дивизија. У састав армије су 7. марта ушле још Двадесетдруга српска дивизија и Друга тенковска бригада.
Командант Прве армије био је Пеко Дапчевић, политички комесар Мијалко Тодоровић, а начелник Штаба Саво Дрљевић, кога је у фебруару заменио Милутин Морача. 

## Борбени пут Прве армије
Почетком 1945. године Прва армија држала је линију одбране између река Саве и Дунава, источно од линије села Сотин-Берек-Оролик-Липовац-Сремска Рача насупрот немачког 34. армијског корпуса, у чијем саставу су биле: 117. ловачка, 41. пешадијска, 7. СС Принц Еуген, дивизија за посебну употребу Степхан, борбена група 264. дивизије, борбена група Скендербег, борбена група Бургемајстер и 11. ваздухопловна пољска дивизија, као и 13. и 12. усташко-домобранска дивизија.
Када је Прва армија избила до села Отока и угрозила железничку пругу Брчко-Винковци, Штаб групе армија Е наредио је Штабу 34. армијског корпуса да исправи фронт у Срему и наслони своје десно крило на реку Босут и Босутске шуме. Немачки армијски корпус је 3. јануара предузео бочни напад на правцу Оток-Нијемци и, пошто је изненадио 21. српску дивизију, одбацио је на леву обалу Босута и тако ставио под своју контролу угрожену комуникацију Брчко-Винковци.
Пошто овим није битно побољшан положај немачких снага на Сремском фронту, јер су биле бочно и из позадине угрожене од стране НОВЈ северно од Дунава, Штаб 34. армијског корпуса је предузео нов напад с ограниченим циљем. Јединице 34. корпуса су 17. јануара 1945. године отпочеле снажан напад и на фронту Сотин-Оролик потиснуле јединице Прве армије и заузеле Товарник, Мохово, Ловас, а наредног дана Шид, Новак-Бапску и делом снага избиле на линију Шаренград-Шид-Илинци. Прва армија је, ојачана с Другом пролетерском дивизијом и уз подршку авијације Црвене армије, 19. јануара зауставила немачко напредовање, повратила Шид и Новак-Бапску и приморала Немце да пређу у одбрану на линији Мохово-Товарник-Илинци-Батровци-лева обала Босута до Липовца. На овој линије фронт се стабилизовао и до његовог пробоја, 12. априла 1945. године, није било значајнијих промена.
На основу директиве Главног штаба Југословенске армије, за пробој Сремског фронта Штаб Прве армије формирао је три оперативне групе дивизија. Северну групу дивизија сачињавале су: Прва пролетерска, 21. и 22. српска, 42. и 48. македонска дивизија и Друга тенковска бригада. Босутску групу дивизија сачињавале су: Шеста личка пролетерска и Једанаеста крајишка дивизија и Коњичка бригада. Јужну групу дивизија сачињавале су: Друга пролетерска, Пета крајишка и Седамнаеста источнобосанска дивизија.
У уводним борбама за пробој Сремског фронта јединице Босутске и Јужне групе дивизија избиле су до 8. априла пред Врбању, Сољане и Ђуриће, заузеле Бијељину, Брезово поље и Брчко, и на тај начин угрозиле десни бок немачких снага утврђених између Босутских шума и Дунава. Северна група дивизија је 12. априла, после артиљеријске и авио припреме и уз учешће Дунавске речне флотиле Црвене армије, извршила пробој Сремског фронта и ослободила велики број насељених места међу којима Вуковар и Борово, и стигла пред одбрамбену зону Винковаца. Сутрадан, 13. априла, ослобођени су Винковци и Жупања, док су се делови усташко-домобранске Треће ловачке дивизије и 1232. пука немачке 41. пешадијске дивизије повукли према Ђакову. За успешно извршен пробој Сремског фронта Прва армија је похваљена наредбом Врховног команданта маршала Тита од 14. априла 1945. године.
У току 14. и 15. априла ослобођена су места између Винковаца и Ђакова и у рејону Шамца и Врпоља, 16. априла је ослобођено Ђаково и сва места према Славонском Броду, а 17. априла и важна железничка раскрсница Стризивојна. У међувремену, 15. априла, Друга пролетерска и 22. српска дивизија изашле су из састава Прве армије, 21. априла 17. источнобосанска дивизија је пребачена у Треће армије, а 23. априла расформиран је Штаб Петнаестог македонског корпуса и његове дивизије, 42. и 48. македонска, потпале су под непосредну команду Штаба Прве армије. После извршене реорганизације у саставу Прве армије биле су: Прва пролетерска, Шеста личка пролетерска Никола Тесла, Пета и Једанеста крајишка, 21. српска, 42. и 48. македонска, Прва коњичка, Друга тенковска и Инжињеријска бригада, те је Прва армија средином априла имала око 66.000 бораца.
Од 16. априла Прва армија је пренела тежиште операција на правац Ђаково-Славонска Пожега, са којег је бочним нападима нанела велике губитке непријатељским снагама, које су се налазиле у ширем рејону Славонског Брода, и присилила их на брзо повлачење на запад, у правцу Окучана. Славонски Брод и Плетерница ослобођени су 20. априла, Славонска Пожега 21. априла, Липик 22. априла, Нова Капела и Нова Градишка 23. априла, Пакрац 24. априла и Окучани 25. априла, па су јединице Прве армије избиле на реку Илову. После огорчених борби на реци Илови од 25. до 28. априла, јединице Прве армије су од 1. до 4. маја прешле Илову на фронту од Грубишиног Поља до Банове Јаруге и, гонећи немачке и усташко-домобранске снаге у правцу Чазме и Кутине, ослободиле 3. маја Гарешницу, 5. маја Чазму, 6. маја Иванић-Град и настављајући наступање у правцу Загреба и Хрватског загорја, где су ослободиле многа насељена места.
Под команду Штаба Прве армије стављен стављен је и Десети загребачки корпус, у чијем саставу су биле 32. загорска и 33. хрватска дивизија, а затим је заједно са Другом армијом учествовала у ослобођењу Загреба. За сламање непријатељске одбране пред Загребом и учешће у ослобођењу града Прва армија је 10. маја 1945. године похваљена од Врховног команданта маршала Тита. У борбама од 4. до 10. маја дивизије Прве армије заробиле су око 10.000 непријатељских војника и велике количине наоружања. Затим је Прва армија са четири дивизије (Пета и Једанаеста крајишка, 21. српска и 48. македонска) наставила гоњење непријатеља правцем Подсреда-Цеље-Шоштањ-Чрна и 13. маја 1945. године избила југословенско-аустријску границу, где је завршила свој ратни пут.